# IP версия с пощенски гълъби
IP версия с пощенски гълъби (на английски: IP over Avian Carriers; RFC 1149) е шеговито RFC, описващо способ за предаване на IP-пакети с помощта на гълъби.
Публикувано на 1 април 1990 г. от организацията Internet Engineering Task Force. Написано е от Д. Вайцман (Waitzman), като едно от първоаприлските RFC.
Вайцман разширил протокола на 1 април 1999 г. в RFC 2549 „IP посредством пощенски гълъби с QoS“.

## Практическа реализация
На 28 април 2001 г. на практика е реализирано от членовете на Бергенската група на Linux потребители в Норвегия. Те изпратили 9 пакета с данни, съдържащи по една ICMP ехо-заявка, на 9 гълъба в отдалечен пункт, който се намирал на разстояние 5 km. В отправния пункт успешно се върнали само 4 ехо-отговора. При загуба от 55,6 % от пакетите и време на задържка от 53 минути до 1 час и 40 минути, методът все пак доказал своята практическа работоспособност.
```
Script started on Sat Apr 28 11:24:09 2001
vegard@gyversalen:~$ /sbin/ifconfig tun0
tun0      Link encap:Point-to-Point Protocol
          inet addr:10.0.3.2  P-t-P:10.0.3.1  Mask:255.255.255.255
          UP POINTOPOINT RUNNING NOARP MULTICAST  MTU:150  Metric:1
          RX packets:1 errors:0 dropped:0 overruns:0 frame:0
          TX packets:2 errors:0 dropped:0 overruns:0 carrier:0
          collisions:0
          RX bytes:88 (88.0 b)  TX bytes:168 (168.0 b)

vegard@gyversalen:~$ ping -c 9 -i 900 10.0.3.1
PING 10.0.3.1 (10.0.3.1): 56 data bytes
64 bytes from 10.0.3.1: icmp_seq=0 ttl=255 time=6165731.1 ms
64 bytes from 10.0.3.1: icmp_seq=4 ttl=255 time=3211900.8 ms
64 bytes from 10.0.3.1: icmp_seq=2 ttl=255 time=5124922.8 ms
64 bytes from 10.0.3.1: icmp_seq=1 ttl=255 time=6388671.9 ms

--- 10.0.3.1 ping statistics ---
9 packets transmitted, 4 packets received, 55% packet loss
round-trip min/avg/max = 3211900.8/5222806.6/6388671.9 ms
vegard@gyversalen:~$ exit

Script done on Sat Apr 28 14:14:28 2001

```